# Руденко Олег Степанович
Олег Степанович Руденко (нар. 7 листопада 1933, тепер Республіка Казахстан) — український радянський партійний діяч, 2-й секретар Ворошиловградського обкому КПУ. Депутат Верховної Ради УРСР 9-го скликання. Член ЦК КПУ в 1976—1990 р.

## Біографія
З 1949 року — робітник хлібокомбінату, робітник будівельної дільниці управління «Спецбуд» міста Дятьково Брянської області РРФСР.
Член КПРС з 1953 року.
Освіта вища. Закінчив Харківський гірничий інститут.
У 1958—1969 р. — помічник начальника дільниці, секретар партійного комітету шахти імені Мельникова тресту «Лисичанськвугілля» Луганської області, 1-й секретар Краснодонського районного комітету КПУ, 1-й секретар Краснодонського міського комітету КПУ Луганської області.
18 листопада 1969 — 25 липня 1972 р. — секретар Луганського обласного комітету КПУ.
25 липня 1972—1978 р. — 2-й секретар Луганського (Ворошиловградського) обласного комітету КПУ.
З 1978 року — відповідальний організатор відділу організаційно-партійної та кадрової роботи ЦК КПУ; інспектор ЦК КПУ.
Потім — на пенсії у місті Києві.

## Нагороди
- ордени
- медалі